# أندرس نيكولاي كيار
أندرس نيكولاي كيار (بالبوكمول: Anders Nicolai Kiær) هو إحصائي نرويجي، ولد في 15 سبتمبر 1838 في درامن في النرويج، وتوفي في 16 أبريل 1919 في كريستيانية في النرويج.